# 葉月るい
葉月 るい（はづき るい）は、日本のAV女優。
趣味は料理。

## 作品

### アダルトビデオ
葉月るい 名義
- AV志願のOL中出し（2008年7月10日、ソルト・ペッパー）
- 絞め鈍い鼓動が侵略に終焉 七咲楓花 杉崎莉奈 葉月るい（2008年8月1日、幻奇）
- 汗だく 匂い立つ女の香、肉体と体液が混ざり合うセックス 早乙女美奈子、芹川レイラ、翔乃マユ、東条かれん、りつか、葉月るい（2008年10月23日、SODクリエイト）
- 日本国民全裸の日2 葉月るい、白浜ゆり、早崎れおん、原田美紗（2009年3月5日、アキノリ）
- トリプルGALの2穴生中出しハードコアFUCK 長谷川なぁみ、葉月るい、叶志穂（2009年3月19日、エムズビデオグループ）
- 僕は透明人間! パート8  須真杏里、椿まひる、葉月るい、大槻ひびき（2009年5月7日、V&Rプロダクツ）
- A→HIP 魅惑のオシリーナ 松嶋れいな 鮎川なお、葉月るい、一ノ瀬あきら（2009年5月19日、ROOKIE）
- NAMANAKA GALS ON LIVE 3 阿当真子、小林初花、葉月るい（2009年6月26日、ピエロ）
- 名門旧家特集番組の取材班たちが遭遇した衝撃映像!男の価値は「家畜」や「家具」程度! 上原優、鷹宮りょう、浅岡沙希、葉月るい、三浦環（2009年7月23日、SODクリエイト）
- 本格レズ 教え娘たちに翻弄される美人家庭教師 山湧ちさと、浅岡沙希、葉月るい（2009年10月9日、東京音光）
- 童貞クン初めての手コキ体験 2 葉月るい（2009年10月22日、アキノリ）
- クチビル1つでなすがまま めちゃくちゃ女を怒らせて、熱いキスで股間を濡らせ!! 飯島くらら、風見渚、葉月るい（2009年12月5日、ディープス）
- 本気レズ ストーリー 2 吉岡奈々子、真白希実、大貫のぞみ、山湧ちさと、葉月るい、浅岡沙希（2010年4月16日、LADIES♀ROOM）